# Wootton (New Forest)
Pour les articles homonymes, voir Wootton.
Wootton est un village dans la paroisse civile de New Milton, au sud du district de New Forest dans le Hampshire en Angleterre, situé à 9 kilomètres de Lymington. 
La Manche se trouve à moins de 6 kilomètres.
Dans le Domesday Book de 1086, la localité est citée sous le nom de Odetune.
Le village tire sa renommée locale du Rising Sun, un pub très réputé.